# شهرستان شو
شهرستان شو (به قزاقی: Шу ауданы، شۋ اۋدانى) یک سکونتگاه مسکونی در قزاقستان است که در استان جامبیل واقع شده‌است.

## خصوصیات
شهرستان شو  ۹۶٬۷۲۵ نفر جمعیت دارد.